# Katalin Marosi
Katalin Marosi (12 de noviembre de 1979) es una tenista profesional húngara. En su carrera ha llegado a dos finales WTA y ha ganado 31 títulos ITF de dobles.

## Títulos WTA

### Dobles (0)

#### Finalista (3)
| Leyenda               |
| --------------------- |
| Grand Slam (0)        |
| WTA Championships (0) |
| Premier Mandatory (0) |
| Premier 5 (0)         |
| Premier (0)           |
| International (3)     |

| N.º | Fecha               | Torneo  | Superficie    | Pareja         | Oponentes en la final                      | Marcador final |
| --- | ------------------- | ------- | ------------- | -------------- | ------------------------------------------ | -------------- |
| 1.  | 9 de mayo de 2009   | Estoril | Tierra batida | Sharon Fichman | Raquel Kops-Jones Abigail Spears           | 6-2, 3-6, 5-10 |
| 2.  | 14 de julio de 2012 | Palermo | Tierra batida | Darija Jurak   | Renata Voráčová Barbora Záhlavová-Strýcová | 6–7(5), 4–6    |
| 3.  | 4 de mayo de 2013   | Oeiras  | Tierra batida | Darija Jurak   | Chan Hao-ching Kristina Mladenovic         | 6–7(3), 2–6    |